# 회옥공주
회옥공주(중국어 간체자: 怀玉公主, 정체자: 懷玉公主, 병음: Huái yù gōng zhǔ 화이위궁주[*], 한자음: 회옥공주)는 청나라 황제와 명나라 마지막 공주의 사랑이야기를 바탕으로 한 드라마이다.
- 제작: CTS
- 회수: 115부작
- 감독: 곽완화
- 극본: 양사번, 오윤형, 승유정, 왕복재

## 등장인물
- 부회옥: 정가유
- 강희제: 손요위
- 건녕공주: 장봉서
- 오응웅: 왕호
- 운귀인: 양보위
- 태후: 진사리
- 연아: 강조평
- 아야공주: 아야
- 합도: 진지붕
- 도내관 : 시우
- 태황태후: 유설화
- 부영: 임건환
- 형아공주: 우가훼
- 성안: 황유덕